# Rineloricaria hoehnei
Rineloricaria hoehnei är en fiskart som först beskrevs av Miranda Ribeiro 1912.  Rineloricaria hoehnei ingår i släktet Rineloricaria och familjen Loricariidae. Inga underarter finns listade i Catalogue of Life.